# Gentilés de France J
Pour un article plus général, voir Gentilés de France.
Gentilés des communes françaises par ordre alphabétique
- A
- B
- C
- D
- E
- F
- G
- H
- I
- J
- K
- L
- M
- N
- O
- P
- Q
- R
- S
- T
- U
- V
- W
- X
- Y
- Z

- Joigny : Joviniens
- Joinville-le-Pont : Joinvillais
- Josselin : Josselinais
- Joué-lès-Tours : Jocondiens
- Jouy-en-Josas : Jovaciens
- Jouques : Jouquards
- Jouy-le-Moutier : Jocassiens
- Juan-les-Pins (station balnéaire) : Juanais
- Juillan : Juillanais
- Jullouville : Jullouvillais
- Jurançon : Jurançonnais
- Juvigny-le-Tertre : Juvignachiens
- Juvisy-sur-Orge : Juvisiens

## Pour approfondir